# Haxian Dao
Haxian Dao är en ö i Kina. Den ligger i provinsen Liaoning, i den nordöstra delen av landet, omkring 300 kilometer söder om provinshuvudstaden Shenyang. Arean är 5,3 kvadratkilometer. Den sträcker sig 1,9 kilometer i nord-sydlig riktning, och 4,9 kilometer i öst-västlig riktning.
Genomsnittlig årsnederbörd är 962 millimeter. Den regnigaste månaden är juli, med i genomsnitt 324 mm nederbörd, och den torraste är mars, med 15 mm nederbörd.